# 不能戳的秘密
《不能戳的秘密》由李惠仁執導，描述自2006年至2011年間在台灣所發生之禽流感，因政府官僚隱匿甚至扭曲實驗數據的情況下病毒演化、疫情更逐步擴散，探討防疫缺失與責任歸屬的調查報導式議題紀錄片。

## 製作背景

### 上映管道
李惠仁曾向媒體表示，影片製作完成時，台灣主流媒體的新聞電視台並沒有願意播出，後來決定透過YouTube以及網路媒體動新聞、新頭殼將紀錄片公開。方才使的這部影片被台灣觀眾所認識，就紀錄片放映的管道來說，是十分特殊的。

## 情結摘要
以下情結摘要為針對《不能戳的祕密》完整版紀錄片所做的影片內容摘要，不等於台灣近年禽流感疫情的全貌。

### 禽流感在 2004 年傳入台灣，未撲殺完全
早在2004年、2006年就發現禽流感疫情，也有媒體報導，但政府都用「是候鳥傳染」當作藉口，開記者會、清洗侯鳥所在的電線桿。2005年8月，禽流感國際疫情爆發，台灣為加入國際衛生組織（WHO），誇大防疫成果，也導致時任官員不敢在未爆發前，上報實際已經加重擴散的疫情。當時學者（如當時台大人畜共通傳染病中心的主任蔡向榮）曾提出學術研究報告表示H5N6禽流感病毒已在宜蘭被發現，但因為出資者是農委會，故並未對外發表，導演向農委會檢驗所追查，該份報告卻找不到任何紀錄。

### 不敢爆發的雞農進行自救
當時雞農困於每次發生疫情都會被撲殺加上雞價掉落，不敢公開直言雞隻的大量死亡，只能一方面積極提倡禽流感保險制度，另一方面私底下接種民間研發之疫苗讓雞場死亡率降低，李惠仁循線找到一位黃姓業者，告訴導演當時雞農委託民間的業者防疫，業者私下施打疫苗，並向雞農提出雞隻含有抗體的血清檢驗報告。這種「某某大學教授牌」疫苗因為使用病毒死體製作，卻反而變成另一種傳染源，使雞隻感染率大增。導演開始長期自行解剖雞隻，自行送檢驗所追蹤，並慢慢得到由匿名者提供一些被政府隱匿的證據報告。

### 病毒突變
由李惠仁親自送驗的死雞中發現基因序列與外國的禽流改已經改變，研判病毒已經台灣化。

### 政府隱匿檢驗報告，不對國際組織回報
2008年五月，時值總統大選過後，馬政府初上任。當時發生六萬隻雞暴斃事件，農委會告知自由時報等媒體這不是H5N2禽流感而是另一種「新城病毒」，但新聞報導後，防檢局又發了篇新聞稿表示「不是新城雞瘟（Newcastle disease），暴斃原因不明」轉變原本說法。而李惠仁調查，真正的答案病毒已變種在地化。然而台灣沒有回報給世界動物衛生組織（OIE）任何情報，農委會反而在12月把新城雞瘟病毒從甲級降到乙級。2010年一月發生大量雞隻死亡的疫情，發現H5N2，家畜衛生所連續做了兩次試驗，檢測後發現28間養雞場都呈現陽性反應，指數都遠遠超過世界動物衛生組織所建議之國際判定標準。2010年五月媒體舉發，農委會卻全部否認，告訴大家「這是低病原，沒有人死掉就代表不嚴重」。儘管民間動保團體向農委會要求調閱檢驗報告，但這些報告卻被列為「公務機密」不讓外部檢閱。導演訪問農委會防疫檢驗局局長，局長表示「沒有大量的死亡疫情報告，不算有病毒」，但導演卻拿到農委會私底下兩次舉行專家會議，與眾學者研擬病毒判定的會議記錄。

李惠仁在片中指出靜脈內接種致病性指數（IVPI）大於 1.2 依 OIE 標準應判定為高致病性禽流感，事實上檢測出的數據是 1.96 ，但防檢局的理由是說沒有高死亡率，所以判定為低病原。

### 不符國際準則，學者因預算被掌控，無奈為政府背書
為了掩蓋疫情，農委會想透過臨床的方式另外確定是否為高死亡率，在兩次專家會議後，決定重新買了六十隻中雞以做出新的實驗報告，讓指數拉回正常值再回報給世界動物衛生組織，而目前OIE官方網站上面台灣的正常數字正是這份新的報告。導演分別打電話給當時的參與學者，多數學者推說不清楚實際情形，也有學者認為應該不能這麼做。導演訪問家畜衛生實驗室所長，他承認沒有把最早所作的兩次指數超常的報告交給OIE，對於屏東大量雞隻死亡的案件，卻告訴導演「你先把攝影機轉掉」，支吾其詞。

### 結論：互利共生、官官相護
導演最後建議民眾與其看新聞，不如注意每次台灣雞蛋價格漲跌，因為根據其六年的追蹤發現，雞蛋價高就代表雞隻不健康無法產蛋，代表禽流感疫情惡化。六年來跨越兩大政黨輪替的禽流感，從一開始的低致病性，演變成高致病性，最後演變成台灣官員篡改數字交給國際組織聲稱一切沒問題，官僚體系怕事而造成的隱匿，使真相在看似共存共榮的社會結構下，變成為一個不能被揭發的祕密。

## 評價

### 獲獎
此片曾獲第十屆卓越新聞獎（2011年）電視類調查報導獎，是卓越新聞獎基金會首設「調查報導」類獎項，台灣第一篇得到此獎的新聞報導。

### 爭議
此紀錄片一上映，立刻引發農委會防檢局反彈，駁斥這是無稽之談，不排除要提告。不過李惠仁則表示如果政府認為他有錯，「歡迎來告我，因為真相總是越辯越明」
。

另外需要關注的是這部片並沒有在公共電視的紀錄觀點上播映過，公共新聞部內部也經過很多掙扎，因為紀錄片裡面有很多查證手法違反公共電視新聞製播原則，但直到 2012 年 04 月 25 日才由獨立特派員做出相關的探討，這期間只有帶狀新聞有報導相關訊息而已。

## 後續關注

### 農委會承認高病原前
2011年7月底，此記錄片在網路上公開上映之時，僅有部分小眾獨立媒體與公民記者深度關注此紀錄片背後的禽流感疫情並採訪導演。2011年底，李惠仁到彰化一處養雞場採集死雞，並拍攝記錄成此紀錄片之續集《不能戳的秘密之病毒失蹤事件簿》。

在農委會承認前已有高死亡率的案例出現。

### 農委會承認高病原
2012年3月3日，行政院農委會防檢局召開緊急記者會承認「由民眾於去年12月27日通報」，彰化蛋雞場爆發台灣首次高病原性H5N2禽流感，離此紀錄片公開首映，已經過了七個多月。緊急記者會隔日，農委會防檢局長許天來請辭獲准，調任非主管職。。主流媒體開始密切關注新型禽流感疫情擴散與官員失職問題，或者結合近日台灣含瘦肉精之美國牛肉於市面流竄的現象一併探討農產品生物安全防護政策失靈的問題。

### 農委會承認高病原後
李惠仁之後在接受《PNN》（公視新聞議題中心）專訪時也有為學者澄清在這幾次的專家會議中專家都一致認定是高病原，但事後民進黨曝光的錄音也顯示，許天來受到高層的指示需改成低病原。
李導演於新聞上表達將儘快製作出此紀錄片系列第三集的深度報導，以探討後續台灣在總統大選之後，新上任的執政團隊如何因應禽流感的公共衛生防疫策略。

## 外部連結
- 李惠仁. . 台灣. 2011年7月  [2012年3月4日] （中文（臺灣））.
- 楊武男. . 台灣. 2011年9月16日  [2012年3月5日]. （原始内容存档于2013年4月18日） （中文（臺灣））.
- 李惠仁. . 台灣. 2012年1月  [2012年3月4日] （中文（臺灣））.
- 李惠仁. . 台灣. 2014年7月12日  [2014年7月12日] （中文（臺灣））.